# Aerenea batesi
Aerenea batesi är en skalbaggsart som beskrevs av Monné 1980. Aerenea batesi ingår i släktet Aerenea och familjen långhorningar. Inga underarter finns listade i Catalogue of Life.